# Kononga-Peulh
Ne doit pas être confondu avec Kononga.
Kononga-Peulh est une localité située dans le département de Namissiguima de la province du Yatenga dans la région Nord au Burkina Faso.

## Géographie
Kononga-Peulh est un village distinct de Kononga, habité par les populations d'éleveurs Peuls. Il se trouve à environ 10 km à l'ouest du centre Namissiguima, le chef-lieu du département, et à 10 km à l'est de Ouahigouya.

## Santé et éducation
Le centre de soins le plus proche de Kononga-Peulh est le dispensaire de Kononga tandis que le centre de santé et de promotion sociale (CSPS) le plus proche est celui  de Namissiguima et que le centre hospitalier régional (CHR) se trouve à Ouahigouya.
Le village ne possède pas d'école primaire, les élèves devant se rendre à Kononga.